# Vale das Rainhas

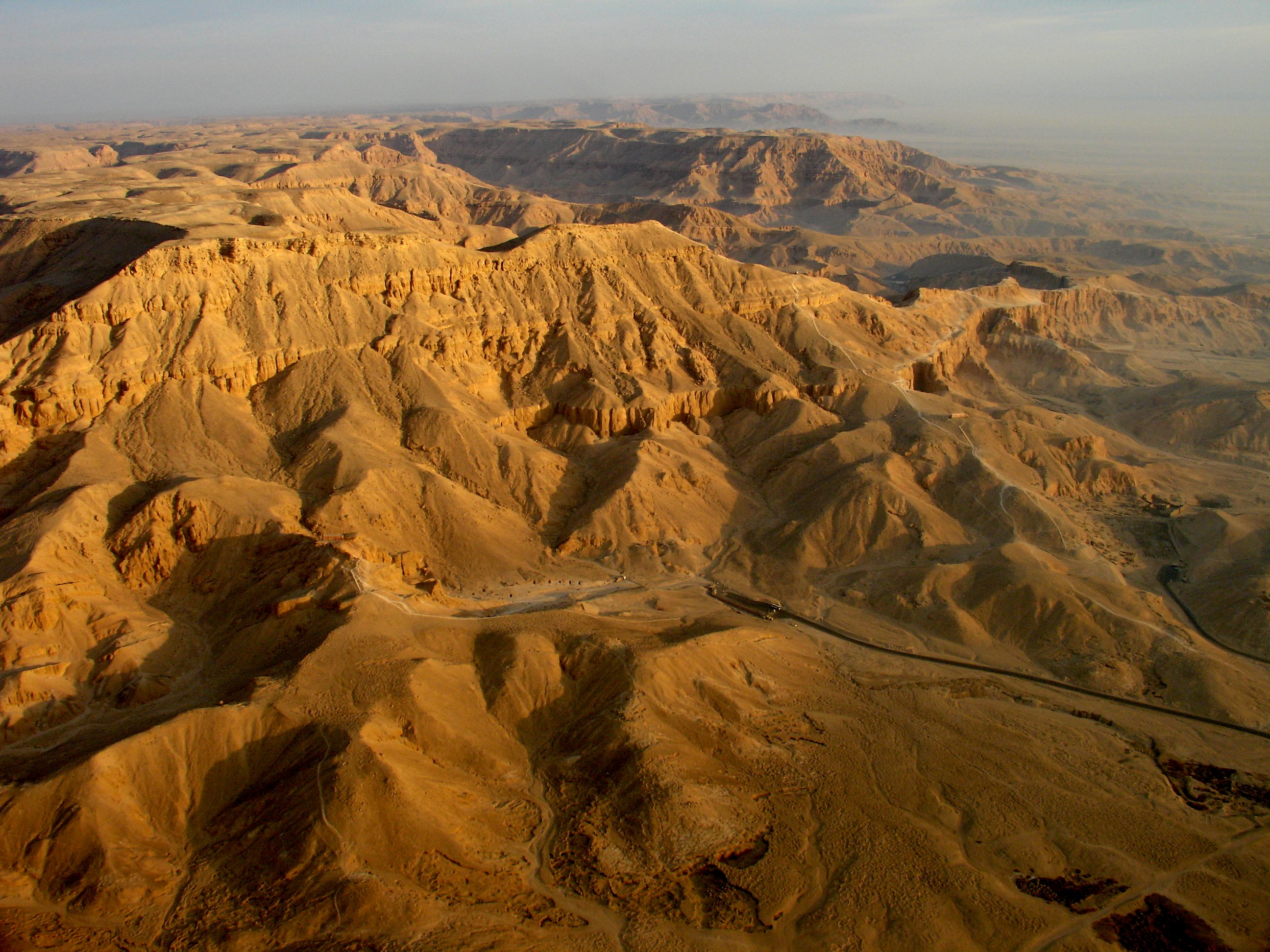
Vista do Vale das Rainhas

O Vale das Rainhas é uma necrópole do Antigo Egito localizada na margem ocidental do rio Nilo, em frente da cidade de Luxor (antiga Tebas), no Alto Egito. Neste local foram sepultadas rainhas, príncipes e princesas do tempo da Império Novo, sobretudo das XIX e XX dinastias.
Os antigos Egípcios atribuíram diversos nomes ao local, entre os quais Taset-Neferu ("O Lugar da Beleza"), Tainet-aat ("O Grande Vale") e Taset-resit ("O Vale do Sul", porque situado a sul do Vale dos Reis). Em árabe, língua do Egito contemporâneo, o Vale das Rainhas é denominado Biban el-Harim ou Biban el-Sultanat.
No Vale das Rainhas existem cerca de oitenta túmulos, que são identificados pela sigla QV (que significa Queen´s Valley) seguida de um número.
O túmulo mais famoso da necrópole é QV66, da rainha Nefertari, uma das esposas principais do faraó Ramessés II. Este túmulo, conhecido pelas suas pinturas nas quais a rainha surge adorando o corpo mumificado de Osíris, oferecendo leite à deusa Hator ou a jogar Senet, foi alvo de restauração durante vinte anos por uma equipa italiana ajudada pela Fundação Paul Getty, tendo sido reaberto ao público, embora em circunstâncias restritivas (apenas se permite um certo número de visitantes por alguns minutos).
Os túmulos do Vale das Rainhas tem sido estudados desde o século XIX. Grande parte deles foram escavados por Ernesto Schiaparelli no período compreendido entre 1903 e 1905. De uma forma geral, apresentam uma pequenas antecâmara que comunica com a câmara funerária através de um corredor estreito. Em alguns casos, verifica-se a existência de compartimentos laterais de dimensão reduzida que serviam para abrigar mobiliário funerário.

## Principais tumbas
- QV8 –  Hori

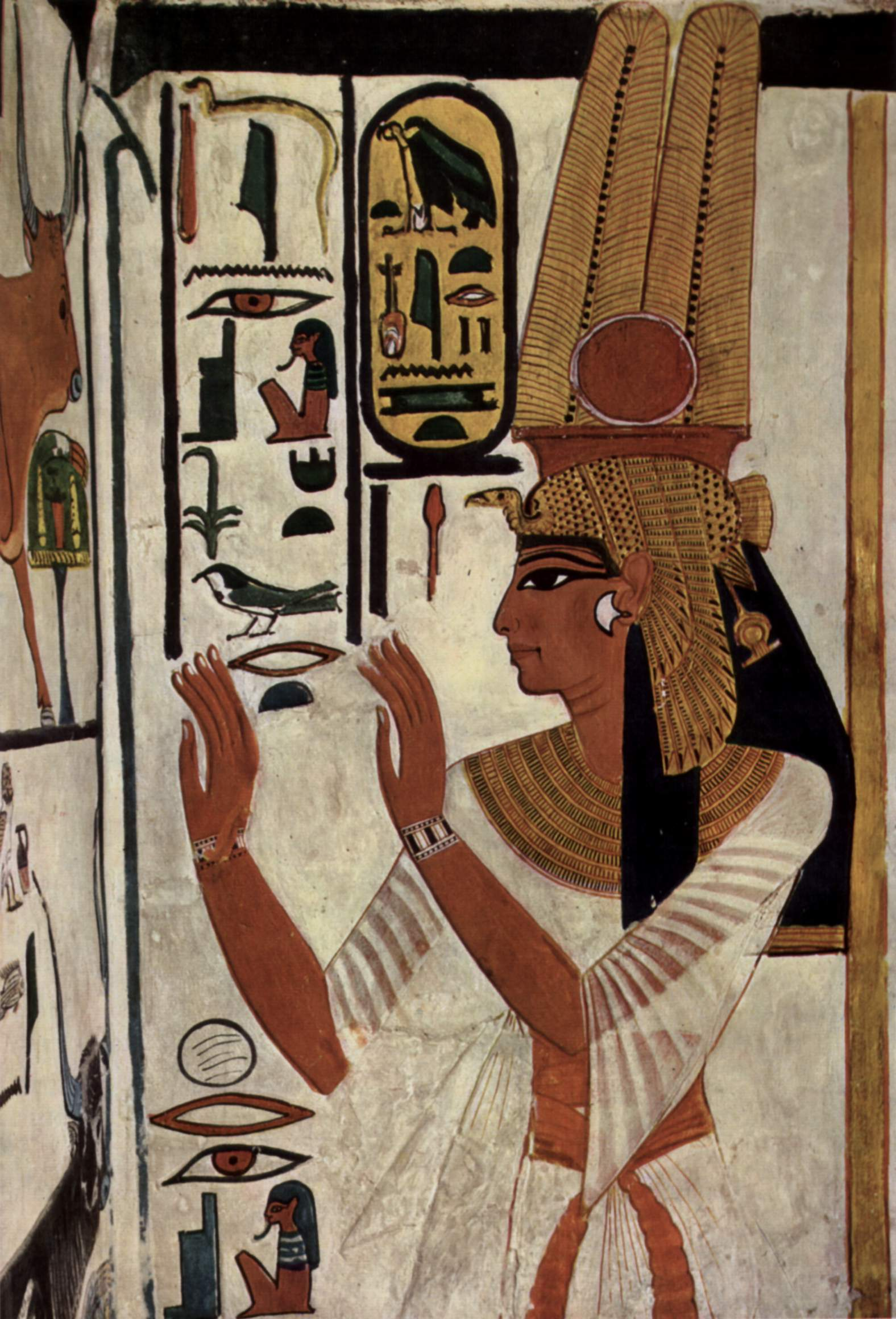
Pintura de Nefertari no seu túmulo do Vale das Rainhas

- QV17 – Meryt-re e Wermeryotes, princesas da XVIII dinastia
- QV30 – Nebiri, Chefe dos Estábulos (XVIII dinastia)
- QV33 – Princesa Tanedjmet (XIX dinastia ou XX dinastia)
- QV38 – Sit-re, esposa de Ramessés I
- QV42 – Pa-ra-her-unemef, filho de Ramessés III
- QV43 – Seth-her-khopesef, filho de Ramessés III
- QV44 – Khaemwaset E, filho de Ramessés III
- QV46 – Imhotep, vizir de Tutemés I
- QV47 – Princesa Amósis, filha de Taá II e Sitdjehuti
- QV51 – Rainha Iset Ta-Hemdjert, esposa de Ramesses III, mãe de Ramessés VI
- QV52 – Rainha Titi, esposa de Ramessés X
- QV53 – Príncipe Ramessés B, filho de Ramessés II
- QV55 – Príncipe Amen-her-khepeshef, filho de Ramessés III
- QV60 – Rainha Nebet-tawy, filha de Ramessés II
- QV66 – Rainha Nefertari, esposa de Ramessés II
- QV68 – Rainha Meritamon, filha de Ramessés II e Nefertari
- QV71 – Rainha Bint-anat, filha de Ramessés II e Isetnefert
- QV72 – Neferhat (ou Hatneferet) e Baki
- QV73 – Rainha Henut-tawy?
- QV74 – (Dua)Tentopet
- QV75 – Henutmire, filha ou irmã de Ramessés II
- QV76 –  Meryt-re
- QV80 – Rainha Tuya, esposa de Seti I e mãe de Ramessés II
- QV82 – Minemhat
- QV88 – Amósis I